# Географија Уједињеног Краљевства
У прошлости док се живот Европе одвијао уз Средоземље географски положај Уједињеног Краљевства је био периферан. У доба великих географских открића, а посебно након открића Америке положај на Атлантском океану постаје јако важан јер је острво Велика Британија служио као одскочна даска на путовању из Европе у Америку. Острвски положај је имао и позитивне (ширење заразних болести, одбрана од нападача) и негативне (изолованост) стране.
УК се налази уз најпрометнији део светског мора - Ламанш што у данашње доба представља изузетно повољан прометно-географски положај. С друге стране Ламанша налази се најразвијенији део Европе чији позитивни утицаји повољно делују на привредни и друштвени развој. Повољан прометно-географски положај од УК је створио светску велесилу, а данас га одржава у самом врху.
Рељефна обележја
Британско и Ирско острво је врло старог палеозојског и мезозојско постанка. Узвишења су снижена и заобљена, а стене су изразито богата рудама што је посебно позитивно утицало за време Прве индустријске револуције.
У рељефу Велике Британије истичу се висије, побрђа и низије.
Висије су планински простори чије висине прелазе 1.000 метара, а налазе се у северном делу Шкотске (највиши врх Бен Невис, 1.343m) и нешто мало у северном Велсу. Планине су огољеле па су врло слаби услови за производњу хране због чега су и врло ретко насељене. Висије се користе за испашу оваца.
Побрђе се састоји од Јужног шкотског побрђа и Пенина у Енглеској. Побрђа су старе громадне планине, благо таласасте и прекривена травама, а не прелазе висину од 1.000 метара. Пенини су настали каледонском орогенезом те су богати рудама, а поготово угљем што је крајем 18. века и почетком 19. века био темељ Прве индустријске револуције.
Низије- на северу се налази Средишња шкотска низија, а на југу острва Енглеска низија. Средишња шкотска низија је најгушће насељени део Шкотске где се налази већина шкотског становништва. На плодном тлу су повољни услови за развој пољопривреде, а развој индустрије су олакшала богата налазишта угља. На југу Велике Британије налази се Енглеска низија - где је највећа концентрација становништва и индустрије. На додиру Пенина и Енглеске низије сместио се Бирмингем - најјаче индустријско средиште Краљевства. У јужном делу низије налази се Лондон- политичко и економско средиште УК.
Северна Ирска претежно је брдовита са бројним плодним низијама. Највећа концентрација становништва је у дуго подељеном обалном граду Белфасту. Низије се користе за пољопривредну производњу, а брдски пашњаци за испашу стоке.
Природна основа
На данашњи изглед Британског острва веома је утицало ледено доба, кад се ледени слој протезао са севера Европе и на Британско острво, на југ све до данашњег тока реке Темзе.
По завршетку леденог доба издиже се море, па Велика Британија и ирска постају острва. Потапањем долина и делова равница настају велики заливи. На западној обали Шкотске настали су фјордови.